# Reema Juffali
Reema Juffali, également orthographié Reema Al Juffali ou Reema Al-Juffali, (en arabe : يما الجفالي), née le 18 janvier 1992 à Djeddah en Arabie saoudite, est une pilote automobile professionnelle saoudienne qui participe aux  compétitions en catégorie Formule 4 puis en GT3.
Elle est la toute première pilote de course saoudienne et la première femme saoudienne à détenir une licence de pilote de course,,. En novembre 2019, elle est devenue la première femme pilote de voiture de course du pays à participer à une compétition internationale de course au royaume d'Arabie saoudite.

## Jeunesse et formation
Reema Juffali est née le 18 janvier 1992 et a grandi à Djeddah. Dès qu'elle était enfant, elle s'est intéressée aux voitures et aux sports. Son intérêt a été jugé avec ironie car le pays interdisait strictement aux femmes de conduire à cette époque. 
Elle a terminé ses études primaires à la British International School of Jeddah. Reema Juffali a ensuite poursuivi ses études supérieures sur les relations internationales à l'université du Nord-Est en 2010.

## Carrière en course

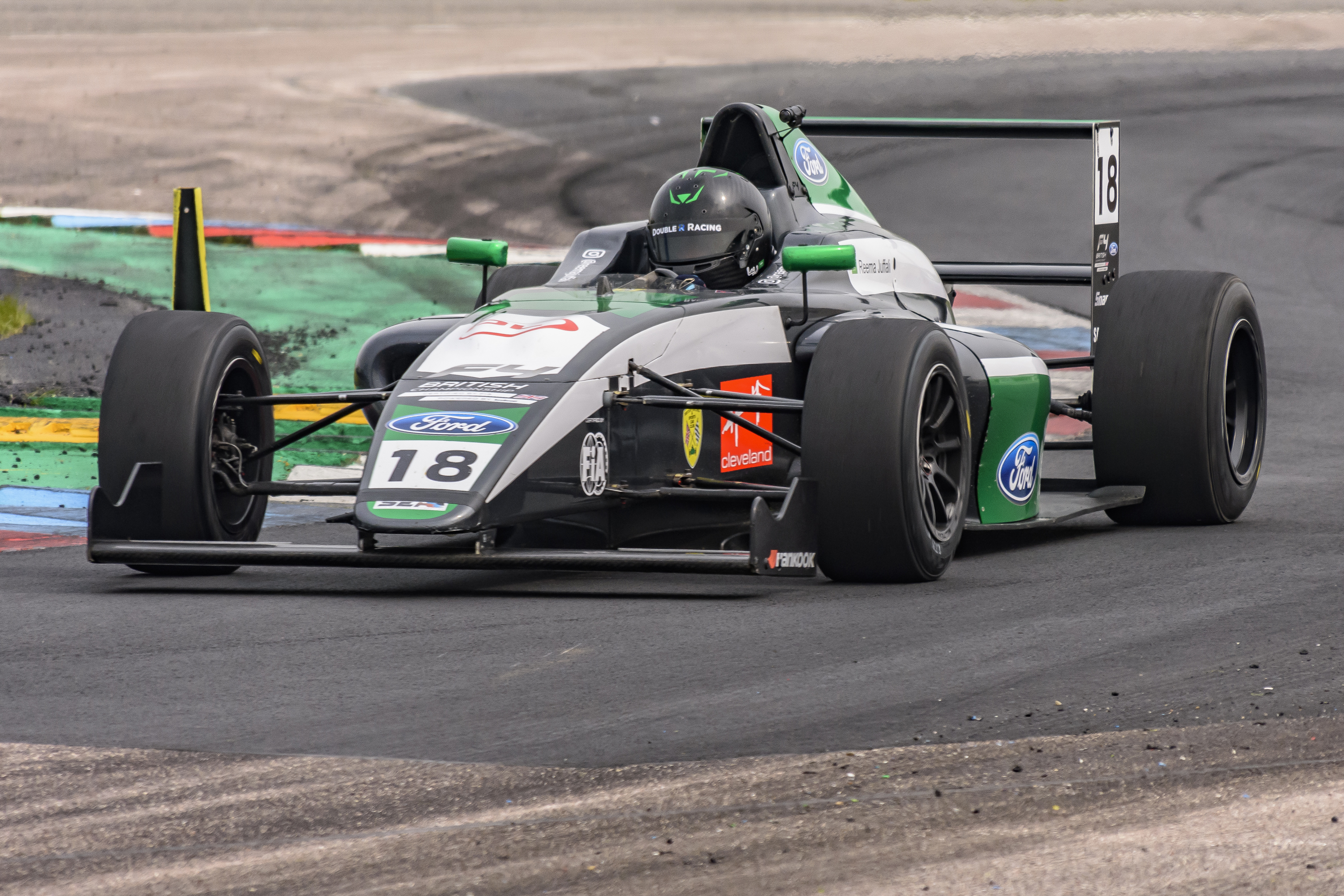
Reema Juffali dans sa F4 à Thruxton en avril 2019.

Après avoir obtenu son diplôme, Reema Juffali a obtenu un permis de conduire en octobre 2010 après la réussite à son examen de conduite aux États-Unis. Elle a obtenu sa licence de course en septembre 2017, après que le mouvement Women to drive ait mis fin avec succès à l'interdiction des femmes pilotes en Arabie saoudite le même mois. Sa première course en tant que coureuse professionnelle a eu lieu en octobre 2018 et elle a enregistré la plus grande victoire de sa carrière en décembre 2018.
En avril 2019, Reema Juffali a représenté l'Arabie saoudite au championnat britannique F4 2019 à Brands Hatch, qui était également sa première apparition dans une compétition du championnat de Grande-Bretagne de Formule 4,.
Le 22 novembre 2019, elle est devenue la première femme saoudienne à participer à une compétition internationale de course en Arabie saoudite. Elle a participé à la compétition de voitures tout électriques du Jaguar I-Pace eTrophy 2019-2020 en tant que pilote VIP ; la course a eu lieu à Diriyah, une ville proche de Riyad,. Elle devrait également participer au championnat de Formule 4 des Émirats arabes unis en 2020 .
Reema Juffali rêve de participer aux 24 Heures du Mans. Elle débute en GT3 en 2022 aux 24 Heures de Dubaï, sur une Mercedes-AMG GT3 de l'écurie SPS Automotive Performance.

## Résultats en monoplace
| Saison    | Championnat                                      | Écurie                  | Courses | Victoires | Pole positions | Meilleurs tours | Podiums | Points | Classement |
| --------- | ------------------------------------------------ | ----------------------- | ------- | --------- | -------------- | --------------- | ------- | ------ | ---------- |
| 2018-2019 | MRF Challenge Formula 2000                       | MRF Racing              | 5       | 0         | 0              | 0               | 0       | 2      | 16e        |
| 2019      | Championnat de Grande-Bretagne de Formule 4      | Double R Racing (en)    | 30      | 0         | 0              | 0               | 0       | 20     | 13e        |
| 2019      | Formule 4 UAE Trophy Round                       | Dragon Racing           | 2       | 0         | 0              | 0               | 0       | N/A    | 9e         |
| 2020      | Championnat des Émirats arabes unis de Formule 4 | Dragon Racing           | 19      | 0         | 0              | 0               | 0       | 80     | 8e         |
| 2020      | Championnat de Grande-Bretagne de Formule 4      | Argenti Motorsport (en) | 26      | 0         | 0              | 0               | 0       | 27     | 13e        |
| 2021      | Championnat de Grande-Bretagne de Formule 3      | Douglas Motorsport      | 21      | 0         | 0              | 0               | 0       | 90     | 18e        |
| 2024      | F1 Academy                                       | Prema Racing            | 2       | 0         | 0              | 0               | 0       | 0      | 21e        |